# Katy Bødtger
Katy Bødtger (Koppenhága, 1932. december 28. – 2017. május 1.) dán énekesnő.
1960-ban megnyerte a Dansk Melodi Grand Prix dalversenyt a "Det var en yndig tid" dallal, amellyel ugyanebben az évben az Euróvíziós Dalfesztiválon is részt vett és holtversenyben a 10. helyen végzett a svéd Siw Malmkvisttal.

## Diszkográfia
- Hjertenes Jul (1964)
- Katy ’75 (1975)
- Til Stille Timer
- Du Dejlige Danske Sang (1994)
- Juletræet med sin pynt
- Jeg vil takke livet
- Blå Viol (2005)